# Rosa María Fernández Esquivel
Rosa María Fernández Esquivel (Zitácuaro, Michoacán, México, 193?) es bibliotecóloga e historiadora de la bibliotecología y presidenta del Comité Mexicano Memoria Mundo a partir del 2001.

## Biografía

### Educación
Rosa María Fernández es licenciada (1967) y maestra (1985) en Bibliotecología por la Facultad de Filosofía y Letras de la UNAM. También realizó la maestría en Letras Castellanas, en la Universidad Iberoamericana (1951-1953) y cursó estudios de posgrado, en el nivel doctorado, en la Facultad de Filosofía y Letras de la Universidad Complutense de Madrid.

### Carrera profesional
Desde el 1988 es investigadora del Instituto de Investigaciones Bibliotecologicas y de la Información de la Universidad Nacional Autónoma de México. “Es miembro del Comité Regional MOW-LAC desde el 2000, primero como titular y a partir del 2007 como asesora”. Ha publicado libros, artículos y ponencias. Una de los libros sobre la literatura gris del siglo XVI en México, es el que publicó en el 2015, Las tesis universitarias en México. Una tradición y un patrimonio en vilo.

### Distinciones
- En 1990 obtuvo el reconocimiento al Mérito Bibliotecario de la Asociación de Bibliotecarios de Instituciones de Enseñanza Superior e Investigación (ABIESI).
- En 1995 fue designada Bibliotecaria Honoraria de la Asociación Mexicana de Bibliotecarios AC (AMBAC).
- En 2003 fue merecedora del Homenaje al Bibliotecario 2003, que tuvo lugar en el marco de la emisión XVII de la Feria Internacional del Libro de Guadalajara.